# 桜井奎夫
桜井 奎夫（櫻井、さくらい けいお、1907年（明治40年）10月20日 - 1991年（平成3年）12月23日）は、昭和期の教育者、労働運動家、政治家。衆議院議員。

## 経歴
長崎県南高来郡、現在の島原市出身。1932年（昭和7年）早稲田大学文学部英文科を卒業。
新潟県立相川高等学校教諭、新潟県立巻高等学校教諭、新潟県立新潟南高等学校教諭などを務めた。労働運動に加わり、新潟県教職員組合執行委員長、新潟県全官公庁労働組合協議会長、日教組北陸協議会会長に就任。
1952年（昭和27年）10月の第25回衆議院議員総選挙で新潟県第1区から左派社会党公認で出馬して落選。1953年（昭和28年）4月の第26回総選挙に出馬して初当選し、以後1958年（昭和33年）5月の第28回総選挙まで再選され、衆議院議員に連続3期在任した。この間、離島振興対策審議会委員、日本社会党新潟市支部長、同新潟県連顧問、同学生対策副部長、同政策審議会文教部長、同科学技術特別委員会副委員長、同地盤沈下対策特別委員会事務局長などを務めた。その後、第30回総選挙まで連続2回立候補したがいずれも次点で落選した。
その他、社会党新潟県本部執行委員長（1961年-1965年）、中央労働災害防止協会理事を務めた。